# Нагорода імені Ференца Пушкаша

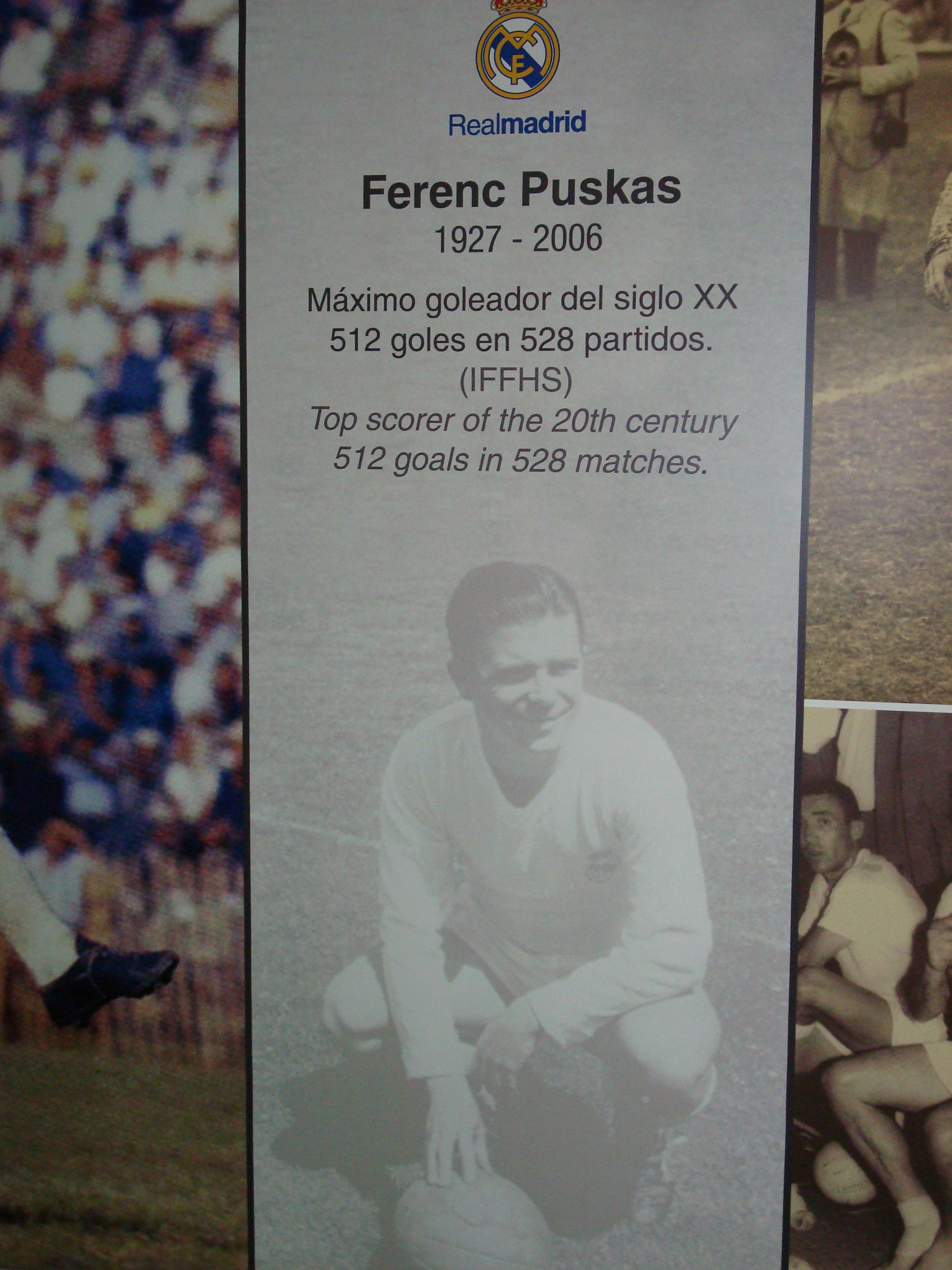
Ференц Пушкаш у залі слави клубу «Реал Мадрид»

Премія ФІФА імені Ференца Пушкаша (англ. FIFA Puskás Award) — футбольна нагорода, заснована ФІФА 20 жовтня 2009 року. Нагорода вручається гравцеві (незалежно від статі), який забив найкрасивіший гол року. Премія названа на честь капітана угорської Золотої команди 1950-х років Ференца Пушкаша. Перша церемонія вручення нагороди пройшла 21 грудня 2009 року в Швейцарії.

## Критерії
- Гол повинен бути гарним (суб'єктивно — у число претендентів повинні входити різні голи, такі як голи, забиті з дальньої дистанції, голи, забиті завдяки командним взаємодіям, голи, забиті ударом через себе тощо).
- При відборі повинна враховуватися важливість матчу, в якому відзначився претендент (матчі найсильніших національних збірних, матчі міжнародних клубних турнірів і матчі національних чемпіонатів топ-рівня. Чим важливіший матч, тим більше шансів у претендента).
- Гол не повинен бути результатом везіння або помилок команди суперника.
- Гол повинен бути забитий за правилами Fair Play, тобто гравець повинен вести себе на полі відповідним чином і не повинен бути, наприклад, викритий у застосуванні допінгу.

## Переможці
| Рік                                                         | Футболіст          | Національність | Клуб              | Суперник           | Рахунок | Турнір                                                  |
| ----------------------------------------------------------- | ------------------ | -------------- | ----------------- | ------------------ | ------- | ------------------------------------------------------- |
| 2009                                                        | Кріштіану Роналду  | Португалія     | Манчестер Юнайтед | Порту              | 1:0     | Ліга чемпіонів 2008—2009                                |
| 2010                                                        | Хаміт Алтинтоп     | Туреччина      | Туреччина         | Казахстан          | 3:0     | Чемпіонат Європи з футболу 2012 (кваліфікаційний раунд) |
| 2011                                                        | Неймар             | Бразилія       | Сантус            | Фламенгу           | 5:3     | Чемпіонат Бразилії                                      |
| 2012                                                        | Мирослав Стох      | Словаччина     | Фенербахче        | Генчлербірлігі     | 6:1     | Чемпіонат Туреччини                                     |
| 2013                                                        | Златан Ібрагімович | Швеція         | Швеція            | Англія             | 4:2     | Товариський матч                                        |
| 2014                                                        | Хамес Родрігес     | Колумбія       | Колумбія          | Уругвай            | 1:0     | Чемпіонат світу з футболу 2014                          |
| 2015                                                        | Венделл Ліра       | Бразилія       | Гоянезія          | Атлетіку Гоянієнсі | 1:0     | Ліга Гояно                                              |
| 2016                                                        | Мохд Фаїз Субрі    | Малайзія       | Пінанг            | Пеханг             | 4:1     | Суперліга Малайзії 2016                                 |
| 2017                                                        | Олів'є Жіру        | Франція        | Арсенал           | Крістал Пелес      | 1:0     | Прем'єр-ліга 2016—2017                                  |
| 2018                                                        | Мохаммед Салах     | Єгипет         | Ліверпуль         | Евертон            | 1:0     | Прем'єр-ліга 2017—2018                                  |
| 2019 Деталі [Архівовано 10 березня 2014 у Wayback Machine.] | Даніель Жорі       | Угорщина       | Дебрецен          | Ференцварош        | 2:1     | Чемпіонат Угорщини з футболу 2018—2019                  |

## Переможці та номінанти за роками

### 2009

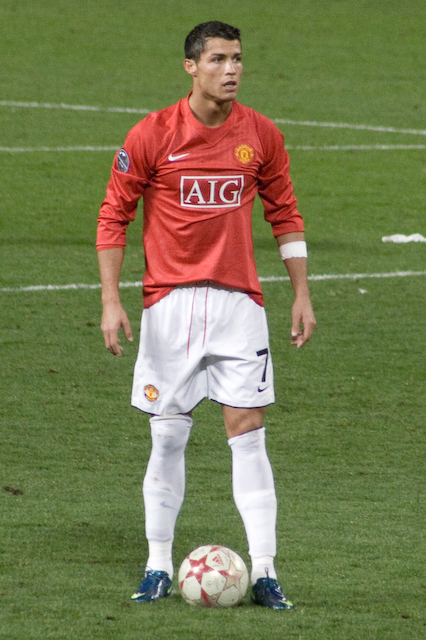
Удар Кріштіану Роналду з 36,5 метрів приніс йому першу нагороду ім. Пушкаша. Пізніше він визнав цей гол найкращим у кар'єрі.

| Місце | Футболіст          | Команда           | Суперник          | Рахунок | Турнір                                              | Відсоток голосів |
| ----- | ------------------ | ----------------- | ----------------- | ------- | --------------------------------------------------- | ---------------- |
| 1     | Кріштіану Роналду  | Манчестер Юнайтед | Порту             | 1–0     | Ліга чемпіонів 2008—2009                            | 17.68 %          |
| 2     | Андрес Іньєста     | Барселона         | Челсі             | 1–1     | Ліга чемпіонів 2008—2009                            | 15.64 %          |
| 3     | Графіте            | Вольфсбург        | Баварія           | 5–1     | Чемпіонат Німеччини з футболу 2008—2009: Бундесліга | 13.39 %          |
| 4     | Еліран Атар        | Бней-Єгуда        | Маккабі (Нетанья) | 1–1     | Чемпіонат Ізраїлю з футболу 2008—2009               | 13.36 %          |
| 5     | Фернандо Торрес    | Ліверпуль         | Блекберн          | 4–0     | Чемпіонат Англії з футболу 2008—2009: Прем'єр-ліга  | 9.44 %           |
| 6     | Нілмар             | Інтернасьйонал    | Корінтіанс        | 1–0     | Серія A (Бразилія)                                  | 8.71 %           |
| 7     | Майкл Есьєн        | Челсі             | Барселона         | 1–1     | Ліга чемпіонів 2008—2009                            | 7.89 %           |
| 8     | Луїс Анхель Ландін | Крус Асуль        | Монаркас Морелія  | 1–1     | Прімера Дивізіон (Мексика)                          | 7.30 %           |
| 9     | Еммануель Адебайор | Арсенал           | Вільярреал        | 1–1     | Ліга чемпіонів УЄФА 2008—2009                       | 4.04 %           |
| 10    | Катлего Мфела      | Південна Африка   | Іспанія           | 3–2     | Кубок конфедерацій 2009                             | 2.59 %           |

### 2010
| Місце | Футболіст               | Команда          | Суперник       | Рахунок | Турнір                                                  | Відсоток голосів |
| ----- | ----------------------- | ---------------- | -------------- | ------- | ------------------------------------------------------- | ---------------- |
| 1     | Хаміт Алтинтоп          | Туреччина        | Казахстан      | 2–0     | Чемпіонат Європи з футболу 2012 (кваліфікаційний раунд) | 40.55 %          |
| 2     | Лінус Галленіус         | Гаммарбю         | Сиріанска      | 2–0     | Чемпіонат Швеції з футболу 2010: Супереттан             | 13.23 %          |
| 3     | Джованні ван Бронкгорст | Нідерланди       | Уругвай        | 1–0     | Чемпіонат світу з футболу 2010                          | 10.61 %          |
| 4—10  | Матті Берроуз           | Гленторан        | Портадаун      | 1–0     | 2010–11 IFA Premiership                                 | н/д              |
| 4—10  | Ліонель Мессі           | Барселона        | Валенсія       | 3–0     | Ла-Ліга 2009—2010                                       | н/д              |
| 4—10  | Самір Насрі             | Арсенал          | Порту          | 5–0     | Ліга чемпіонів УЄФА 2009—2010                           | н/д              |
| 4—10  | Неймар                  | Сантус           | Санту-Андре    | 2–1     | Чемпіонат штату Пауліста 2010                           | н/д              |
| 4—10  | Ар'єн Роббен            | Баварія (Мюнхен) | Шальке 04      | 1–0     | Кубок Німеччини з футболу 2009—2010                     | н/д              |
| 4—10  | Сіфіве Тшабалала        | Південна Африка  | Мексика        | 1–1     | Чемпіонат світу з футболу 2010                          | н/д              |
| 4—10  | Йокояма Кумі            | Японія           | Північна Корея | 2–1     | Чемпіонат світу з футболу 2010 (дівчата до 17 років)    | н/д              |

### 2011
| Місце | Футболіст               | Команда           | Суперник       | Рахунок | Турнір                                             | Відсоток голосів |
| ----- | ----------------------- | ----------------- | -------------- | ------- | -------------------------------------------------- | ---------------- |
| 1     | Неймар                  | Сантус            | Фламенгу       | 4–5     | Чемпіонат Бразилії з футболу 2011                  | н/д              |
| 2—10  | Хуліо Гомес Гонсалес    | Мексика           | Німеччина      | 3–2     | Юнацький чемпіонат світу з футболу 2011            | н/д              |
| 2—10  | Златан Ібрагімович      | Мілан             | Лечче          | 1–1     | Італійська Серія A 2010–2011                       | н/д              |
| 2—10  | Ліонель Мессі           | Барселона         | Аресенал       | 3–1     | Ліга чемпіонів УЄФА 2010—2011                      | н/д              |
| 2—10  | Лісандро Есек'єль Лопес | Арсенал (Саранді) | Олімпо         | 2–2     | Прімера Дивізіон (Аргентина)                       | н/д              |
| 2—10  | Гезер О'Рейллі          | США               | Колумбія       | 3–0     | Чемпіонат світу з футболу серед жінок 2011         | н/д              |
| 2—10  | Вейн Руні               | Манчестер Юнайтед | Манчестер Сіті | 2–1     | Чемпіонат Англії з футболу 2010—2011: Прем'єр-ліга | н/д              |
| 2—10  | Джовані дос Сантос      | Мексика           | США            | 4–2     | Золотий кубок КОНКАКАФ 2011                        | н/д              |
| 2—10  | Бенджамін де Сеулер     | Локерен           | Брюгге         | 1–2     | Жупіле Про Ліга 2011—2012                          | н/д              |
| 2—10  | Деян Станкович          | Інтер             | Шальке 04      | 2–5     | Ліга чемпіонів УЄФА 2010—2011                      | н/д              |

### 2012
| Місце | Футболіст               | Команда           | Суперник        | Рахунок | Турнір                                            | Відсоток голосів |
| ----- | ----------------------- | ----------------- | --------------- | ------- | ------------------------------------------------- | ---------------- |
| 1     | Мирослав Стох           | Фенербахче        | Генчлербірлігі  | 1–0     | Чемпіонат Туреччини з футболу 2011—2012           | 78 %             |
| 2     | Радамель Фалькао        | Атлетіко (Мадрид) | Америка де Калі | 2–1     | Товариський матч                                  | 15 %             |
| 3     | Неймар                  | Сантус            | Інтернасьйонал  | 3–1     | Кубок Лібертадорес 2012                           | 7 %              |
| 4—10  | Еммануель Аг'єманг-Баду | Гана              | Гвінея          | 1–1     | Кубок африканських націй 2012                     | н/д              |
| 4—10  | Хатем Бен Арфа          | Ньюкасл           | Блекберн Роверз | 2–1     | Кубок Англії з футболу 2011—2012                  | н/д              |
| 4—10  | Ерік Хасслі             | Ванкувер Вайткепс | Торонто         | 1–1     | Чемпіонат Канади                                  | н/д              |
| 4—10  | Олівія Хіменес          | Мексика           | Швейцарія       | 2–0     | Молодіжний чемпіонат світу з футболу 2019 (жінки) | н/д              |
| 4—10  | Гастон Меалла           | Насьйональ        | Зе Стронгест    | 2–2     | Професійна футбольна ліга (Болівія)               | н/д              |
| 4—10  | Ліонель Мессі           | Аргентина         | Бразилія        | 4–3     | Товариський матч                                  | н/д              |
| 4—10  | Мусса Соу               | Фенербахче        | Галатасарай     | 2–2     | Чемпіонат Туреччини з футболу 2011—2012           | н/д              |

### 2013

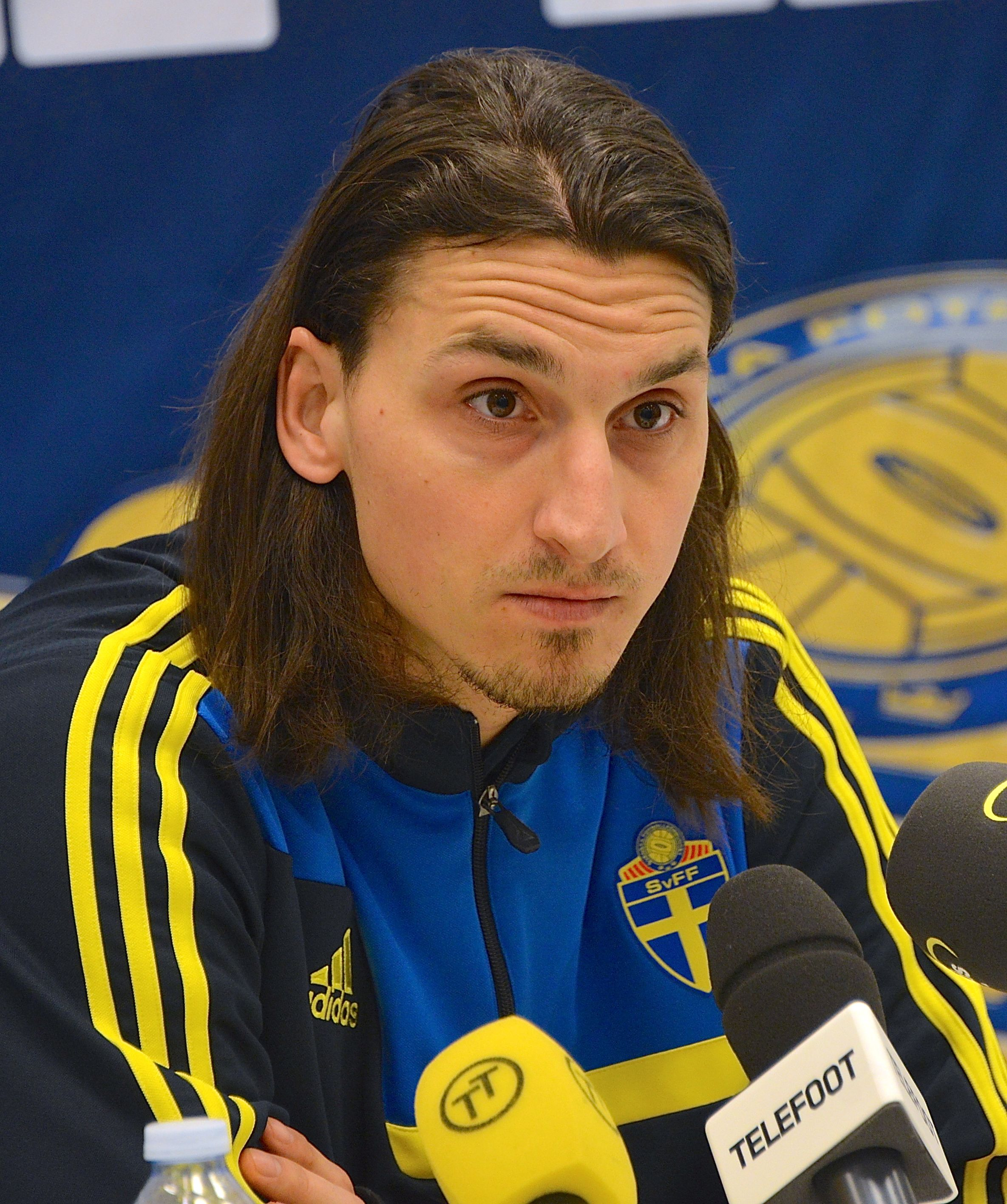
Златан Ібрагімович забив гол спиною до воріт з відстані 32 метрів

| Місце | Футболіст            | Команда            | Суперник       | Рахунок | Турнір                                        | Відсоток голосів |
| ----- | -------------------- | ------------------ | -------------- | ------- | --------------------------------------------- | ---------------- |
| 1     | Златан Ібрагімович   | Швеція             | Англія         | 4–2     | Товариський матч                              | 48.7 %           |
| 2     | Неманья Матич        | Бенфіка            | Порту          | 2–2     | Прімейра-ліга 2012—2013                       | 30.8 %           |
| 3     | Неймар               | Бразилія           | Японія         | 1–0     | Кубок конфедерацій 2013                       | 20.5 %           |
| 4—10  | Петер Анкерсен       | Есб'єрг            | Орхус          | 5–1     | Данська Суперліга 2013—2014                   | н/д              |
| 4—10  | Луїза Кадамуро       | Ліон               | Сент-Етьєн     | 5–0     | Чемпіонат Франції з футболу 2012—2013 (жінки) | н/д              |
| 4—10  | Ліза Де Ванна        | Скай Блу           | Бостон Брікерз | 5–1     | Чемпіонат США з футболу серед жінок           | н/д              |
| 4—10  | Антоніо Ді Натале    | Удінезе            | К'єво          | 3–1     | Італійська Серія A 2012–2013                  | н/д              |
| 4—10  | Панайотіс Коне       | Болонья            | Наполі         | 2–3     | Італійська Серія A 2012–2013                  | н/д              |
| 4—10  | Даніель Лудуенья     | Пачука             | УАНЛ Тигрес    | 2–1     | Прімера Дивізіон (Мексика) 2013–14            | н/д              |
| 4—10  | Хуан Мануель Олівера | Наутіко Капібарібе | Спорт Ресіфі   | 2–0     | Південноамериканський кубок 2013              | н/д              |

### 2014

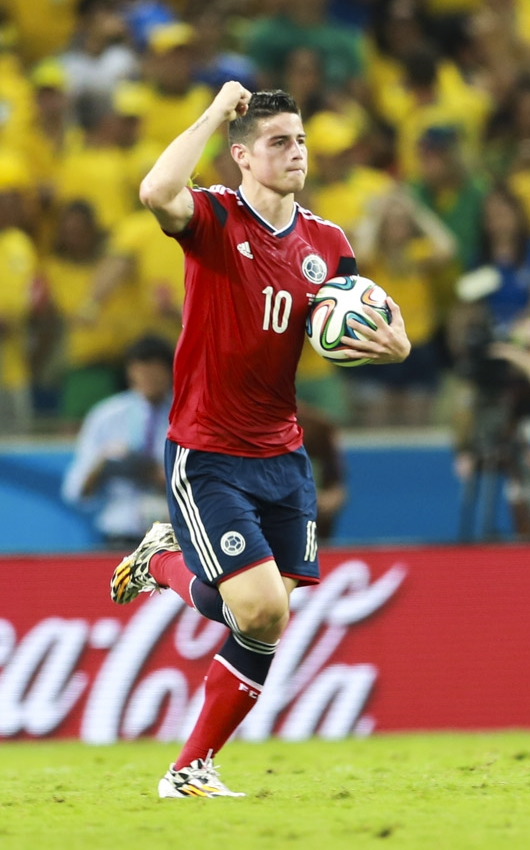
Хамес Родрігес

| Місце | Футболіст          | Команда           | Суперник          | Рахунок | Турнір                                             | Відсоток голосів |
| ----- | ------------------ | ----------------- | ----------------- | ------- | -------------------------------------------------- | ---------------- |
| 1     | Хамес Родрігес     | Колумбія          | Уругвай           | 1–0     | Чемпіонат світу з футболу 2014                     | 42 %             |
| 2     | Стефані Рош        | Пімонт Юнайтед    | Вексфорд Ютс      | 2–0     | Жіночий чемпіонат Ірландії 2013-14                 | 33 %             |
| 3     | Робін ван Персі    | Нідерланди        | Іспанія           | 5–1     | Чемпіонат світу з футболу 2014                     | 11 %             |
| 4—10  | Тім Кегілл         | Австралія         | Нідерланди        | 2–3     | Чемпіонат світу з футболу 2014                     | н/д              |
| 4—10  | Дієго Коста        | Атлетіко (Мадрид) | Хетафе            | 7–0     | Ла-Ліга 2013—2014                                  | н/д              |
| 4—10  | Марко Фабіан       | Крус Асуль        | Пуебла            | 1–0     | Прімера Дивізіон (Мексика) 2014                    | н/д              |
| 4—10  | Златан Ібрагімович | Парі Сен-Жермен   | Бастія            | 4–0     | Ліга 1 2013—2014                                   | н/д              |
| 4—10  | Пайтім Касамі      | Фулгем            | Крістал Пелес     | 4–1     | Чемпіонат Англії з футболу 2013—2014: Прем'єр-ліга | н/д              |
| 4—10  | Каміло Канвеззо    | Ванкувер Вайткепс | Портленд Тімберз  | 2–2     | MLC 2013                                           | н/д              |
| 4—10  | Сато Хісато        | Санфрече Хіросіма | Кавасакі Фронтале | 2–1     | Джей-ліга 2014                                     | н/д              |

### 2015
| Місце | Футболіст                | Команда       | Суперник           | Рахунок | Турнір                                     | Відсоток голосів |
| ----- | ------------------------ | ------------- | ------------------ | ------- | ------------------------------------------ | ---------------- |
| 1     | Венделл Ліра             | Гоянезія      | Атлетіку Гоянієнсі | 1–0     | Ліга Гояно 2015                            | 46.7 %           |
| 2     | Ліонель Мессі            | Барселона     | Атлетік (Більбао)  | 1–0     | Кубок Іспанії з футболу 2014—2015          | 33.3 %           |
| 3     | Алессандро Флоренці      | Рома          | Барселона          | 1–1     | Ліга чемпіонів УЄФА 2015—2016              | 7.1 %            |
| 4—10  | Девід Бал                | Флітвуд Таун  | Престон Норт-Енд   | 2–2     | Перша футбольна ліга (Англія) 2014–15      | н/д              |
| 4—10  | Гонсало Кастро Ірісабаль | Реал Сосьєдад | Депортіво          | 2–1     | Ла-Ліга 2014—2015                          | н/д              |
| 4—10  | Карлі Ллойд              | США           | Японія             | 4–0     | Чемпіонат світу з футболу серед жінок 2015 | н/д              |
| 4—10  | Філіпп Мексес            | Мілан         | Інтер              | 1–0     | Товариська гра                             | н/д              |
| 4—10  | Марсель Ндженг           | Падерборн 07  | Болтон Вондерерз   | 3–1     | Товариська гра                             | н/д              |
| 4—10  | Естебан Рамірес          | Ередіано      | Депортіво Сапрісса | 3–1     | Чемпіонат Коста-Рики з футболу 2014        | н/д              |
| 4—10  | Карлос Тевес             | Ювентус       | Парма              | 4–0     | Італійська Серія A 2014–2015               | н/д              |

### 2016
| Місце | Футболіст         | Команда           | Суперник    | Рахунок | Турнір                                               | Відсоток голосів |
| ----- | ----------------- | ----------------- | ----------- | ------- | ---------------------------------------------------- | ---------------- |
| 1     | Мохд Фаїз Субрі   | Пінанг            | Пеханг      | 4–1     | Суперліга Малайзії 2016                              | 59.46 %          |
| 2     | Марлоні           | Корінтіанс        | Кобресаль   | 3–0     | Кубок Лібертадорес 2016                              | 22.86 %          |
| 3     | Даньюшка Родрігес | Венесуела         | Колумбія    | 1–0     | Чемпіонат світу з футболу 2016 (дівчата до 17 років) | 10.01 %          |
| 4—10  | Маріо Гаспар      | Іспанія           | Англія      | 1–0     | Товариський матч                                     | 7,68 %           |
| 4—10  | Кломфа Кекана     | Південна Африка   | Камерун     | 2–1     | Кубок африканських націй 2017 (кваліфікація)         | 7,68 %           |
| 4—10  | Ліонель Мессі     | Аргентина         | США         | 2–0     | Кубок Америки з футболу 2016                         | 7,68 %           |
| 4—10  | Неймар            | Барселона         | Вільярре    | 3–0     | Ла-Ліга 2015—2016                                    | 7,68 %           |
| 4—10  | Сауль Ньїгес      | Атлетіко (Мадрид) | Баварія     | 1–0     | Ліга чемпіонів УЄФА 2015—2016                        | 7,68 %           |
| 4—10  | Гел Робсон-Кану   | Уельс             | Бельгія     | 2–1     | Чемпіонат Європи з футболу 2016                      | 7,68 %           |
| 4—10  | Сімон Скрабб      | Єфле              | Отвідабергс | 1–0     | Чемпіонат Швеції з футболу 2015                      | 7,68 %           |

### 2017

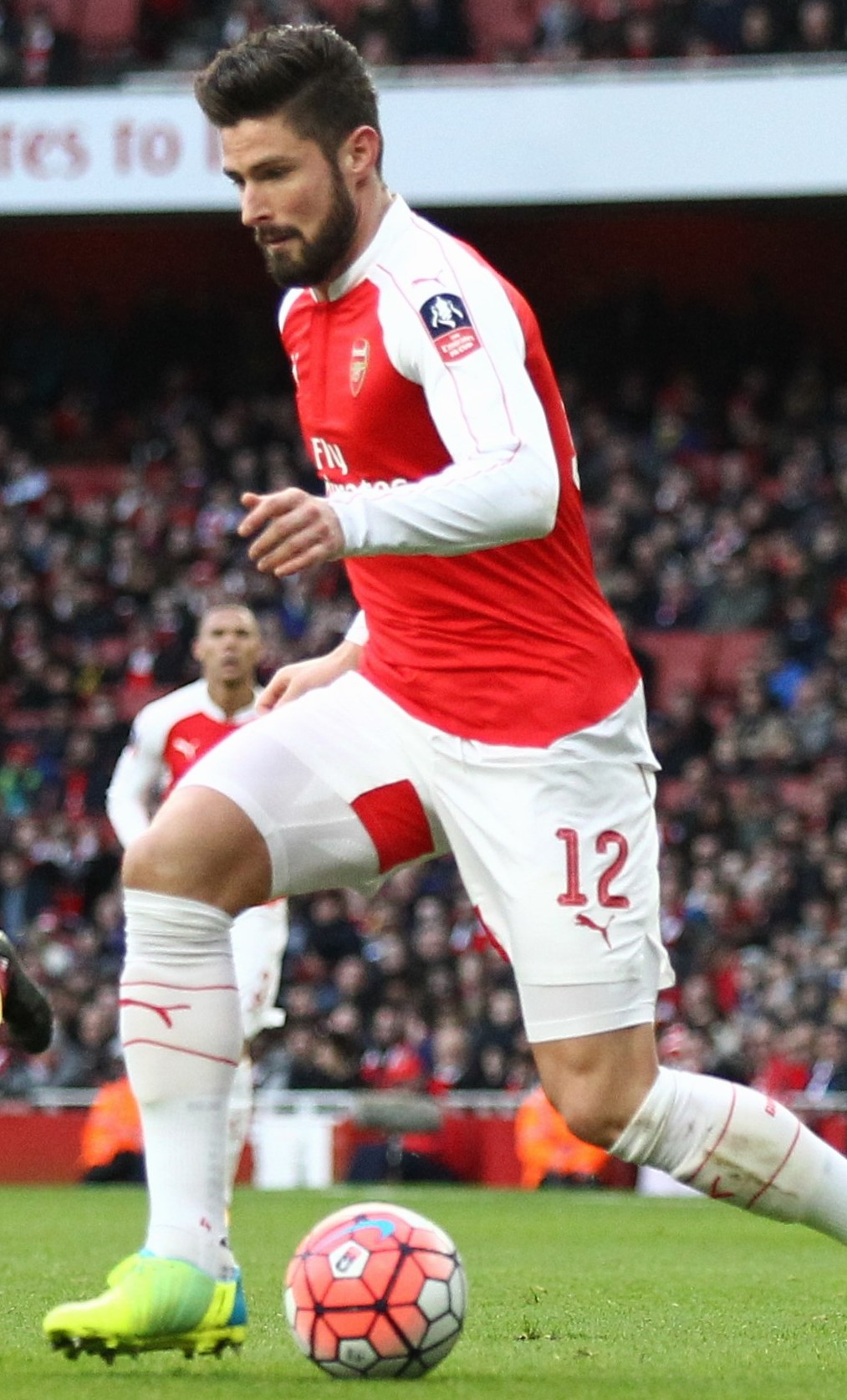
Лауреат нагороди Олів'є Жіру

| Місце | Футболіст           | Команда                    | Суперник                         | Рахунок | Турнір                                               | Відсоток голосів |
| ----- | ------------------- | -------------------------- | -------------------------------- | ------- | ---------------------------------------------------- | ---------------- |
| 1     | Олів'є Жіру         | Арсенал                    | Крістал Пелес                    | 1–0     | Чемпіонат Англії з футболу 2016—2017: Прем'єр-ліга   | 36.17 %          |
| 2     | Оскаріне Масулуке   | Барока                     | Орландо Пайретс                  | 1–1     | Національна Соккер-ліга Південної Африки 2016—2017   | 27.48 %          |
| 3     | Дейна Кастельянос   | Венесуела                  | Камерун                          | 2–1     | Чемпіонат світу з футболу 2016 (дівчата до 17 років) | 20.47 %          |
| 4—10  | Кевін-Прінс Боатенг | Лас-Пальмас                | Вільярреал                       | 1–0     | Ла-Ліга 2016—2017                                    | 15.88 %          |
| 4—10  | Алехандро Камарго   | Універсідад де Консепсьйон | О'Хіггінс                        | 3–1     | Прімера Дивізіон (Чилі) 2016                         | 15.88 %          |
| 4—10  | Мусса Дембеле       | Селтік                     | Сент-Джонстон                    | 5–2     | Чемпіонат Шотландії з футболу 2016—2017              | 15.88 %          |
| 4—10  | Авілес Уртадо       | Тіхуана                    | Атлас                            | 1–1     | Прімера Дивізіон 2017                                | 15.88 %          |
| 4—10  | Маріо Манджукич     | Ювентус                    | Реал Мадрид                      | 1–1     | Ліга чемпіонів УЄФА 2016—2017                        | 15.88 %          |
| 4—10  | Неманья Матич       | Челсі                      | Тоттенгем                        | 4–2     | Кубок Англії з футболу 2016—2017                     | 15.88 %          |
| 4—10  | Жорді Мбоула        | Барселона (до 19 років)    | Боруссія (Дортмунд, до 19 років) | 4–1     | Юнацька ліга УЄФА 2016—2017                          | 15.88 %          |

### 2018

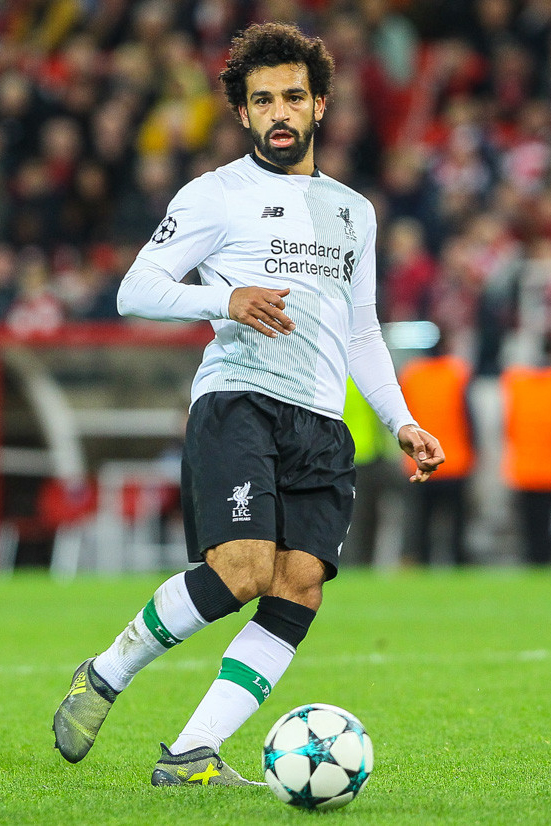
Мохаммед Салах отримав нагороду за гол у ворота Евертона Мерсісайдському дербі

| Місце | Футболіст               | Команда               | Суперник        | Рахунок | Турнір                                             | Відсоток голосів |
| ----- | ----------------------- | --------------------- | --------------- | ------- | -------------------------------------------------- | ---------------- |
| 1     | Мохаммед Салах          | Ліверпуль             | Евертон         | 1–0     | Чемпіонат Англії з футболу 2017—2018: Прем'єр-ліга | 38 %             |
| 2     | Кріштіану Роналду       | Реал                  | Ювентус         | 2–0     | Ліга чемпіонів УЄФА 2017—2018                      | 22 %             |
| 3     | Джорджіан Де Арраскаета | Крузейро              | Америка Мінейру | 1–0     | Ліга Мінейро 2018                                  | 17 %             |
| 4—10  | Гарет Бейл              | Реал                  | Ліверпуль       | 2–1     | Ліга чемпіонів УЄФА 2017—2018                      | 23 %             |
| 4—10  | Денис Черишев           | Росія                 | Хорватія        | 1–0     | Чемпіонат світу з футболу 2018                     | 23 %             |
| 4—10  | Лазарос Христодулопулос | АЕК                   | Олімпіакос      | 2–2     | Грецька Суперліга 2017—2018                        | 23 %             |
| 4—10  | Райлі Макгрі            | Ньюкасл Юнайтед Джетс | Мельбурн Сіті   | 1–1     | A-Ліга (Австралія) 2017—2018                       | 23 %             |
| 4—10  | Ліонель Мессі           | Аргентина             | Нігерія         | 1–0     | Чемпіонат світу з футболу 2018                     | 23 %             |
| 4—10  | Бенжамен Павар          | Франція               | Аргентина       | 2–2     | Чемпіонат світу з футболу 2018                     | 23 %             |
| 4—10  | Рікарду Куарежма        | Португалія            | Іран            | 1–0     | Чемпіонат світу з футболу 2018                     | 23 %             |

### 2019
| Місце | Футболіст          | Команда              | Суперник          | Рахунок | Турнір                                             |
| ----- | ------------------ | -------------------- | ----------------- | ------- | -------------------------------------------------- |
| 1     | Даніель Жорі       | Дебрецен             | Ференцварош       | 2–1     | Чемпіонат Угорщини з футболу 2018—2019             |
| 2     | Ліонель Мессі      | Барселона            | Реал Бетіс        | 4–1     | Ла-Ліга 2018—2019                                  |
| 3     | Хуан Кінтеро       | Рівер Плейт          | Расінг            | 1–0     | Чемпіонат Аргентини з футболу 2018—2019            |
| 4—10  | Матеус Кунья       | РБ Лейпциг           | Баєр 04           | 4–2     | Бундесліга 2018—2019                               |
| 4—10  | Златан Ібрагімович | Лос-Анджелес Гелаксі | Торонто           | 1–3     | MSL 2018                                           |
| 4—10  | Нчут Аджара        | Камерун              | Нова Зеландія     | 2–1     | Чемпіонат світу з футболу серед жінок 2019         |
| 4—10  | Фабіо Квальярелла  | Сампдорія            | Наполі            | 3–0     | Італійська Серія A 2018—2019                       |
| 4—10  | Емі Родрігес       | Юта Роялс            | Скай Блу          | 1–0     | 2019 Національна жіноча соккер ліга                |
| 4—10  | Біллі Сімпсон      | Кліфтонвілль         | Сіон Свіфтс Ледіс | 1–2     | Чемпіонат Північної Ірландії 2018 (жінки)          |
| 4—10  | Андрос Таунсенд    | Крістал Пелес        | Манчестер Сіті    | 2–1     | Чемпіонат Англії з футболу 2018—2019: Прем'єр-ліга |

## Переможці за національністю
| Країна     | К-ть перемог | Рік        |
| ---------- | ------------ | ---------- |
| Бразилія   | 2            | 2011, 2015 |
| Португалія | 1            | 2009       |
| Туреччина  | 1            | 2010       |
| Словаччина | 1            | 2012       |
| Швеція     | 1            | 2013       |
| Колумбія   | 1            | 2014       |
| Малайзія   | 1            | 2016       |
| Франція    | 1            | 2017       |
| Єгипет     | 1            | 2018       |
| Угорщина   | 1            | 2019       |

## Лідери за кількістю номінацій

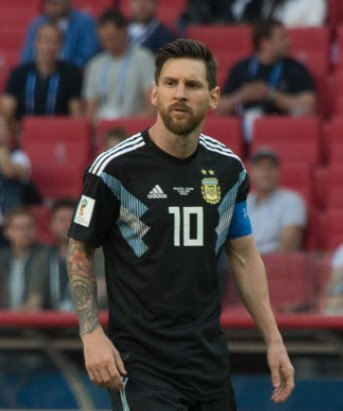
Ліонель Мессі рекордсмен за кількістю номінацій (7)

| Гравець            | К-ть номінацій |
| ------------------ | -------------- |
| Ліонель Мессі      | 7              |
| Неймар             | 5              |
| Златан Ібрагімович | 4              |